# Ōzu (Kumamoto)
Ōzu (大津町, Ōzu-machi) est un bourg situé dans le district de Kikuchi (préfecture de Kumamoto), au Japon.